# Idioglossa
Idioglossa là một chi bướm đêms of the Oecophoridae.

## Selected Species
- Idioglossa bigemma Walsingham, 1881
- Idioglossa metallochrysa Turner, 1917
- Idioglossa miraculosa Frey & Boll, 1878
- Idioglossa triumphalis Meyrick, 1918